# دوري الدرجة الأولى الأرجنتيني 1927
دوري الدرجة الأولى الأرجنتيني 1927 (بالإسبانية: Campeonato de Primera División 1927)‏ هو موسم من دوري الدرجة الأولى الأرجنتيني. أشرف على تنظيمه اتحاد الأرجنتين لكرة القدم، وكان عدد الأندية المشاركة فيه 34، وفاز فيه نادي سان لورينزو.